# Filipe Oliveira
Filipe Oliveira (Braga, 1984. május 27. –) portugál labdarúgó. Jelenleg a Sepsi OSK játékosa.

## Pályafutása
Fiatalkorát Porto és a Braga utánpótlás-akadémiáján töltötte. 18 éves korában megvette a Chelsea csapata, ahol a Manchester City ellen debütált, de nem tudott állandó csapattaggá válni, ezért 2004 decemberében egy hónapra kölcsönadták a Preston North End FC csapatának. Ebben a szezonban mindössze egyszer, a Newcastle United ellen lépett pályára. 2005 nyarán a Maritimohoz csatlakozott, ahová egy múlva végleg leszerződött. Első gólját a második szezonjában, a CD Nacional ellen 3-2-re elveszített meccsen szerezte. 2007-ben ahhoz a Leixoeshez szerződött, amely hosszú kihagyás után tért vissza a portugál első ligába. 2008-ban a Bragához szerződött, amellyel kétéves szerződést írt alá. Első szezonjában kevés lehetőséget kapott, de a következő évben João Pereira eladása után az első számú védő lett, 17 meccsen játszott és nagyban hozzásegítette csapatát története legjobb szerepléséhez. 2010 júliusában a Parmához igazolt, ahol csak egy meccsen, a Cagliari ellen játszott 25 percet. 2011 augusztusában a Paulo Sousa által irányított Videotonhoz igazolt. Első meccsét az NB I-ben a Pécs ellen játszotta. Az Európa-Liga 2012-13-as idényében a Videotonnal bejutott a csoportkörbe, ahol megverték az előző idényben elődöntős Sportingot, és a Baselt is. 2017 januárjában a ciprusi Anórthoszi Ammohósztu szerződtette. Itt fél évet töltött el, ezalatt tizennégy bajnokin háromszor volt eredményes. Júliusban szerződést bontott az Anórthoszival. 2018 januárjában a román első osztályban szereplő Sepsi OSK csapatához írt alá.